# チャールズ・パナティ
チャールズ・パナティ（Charles Panati、1943年3月13日 - ）は、アメリカ合衆国の著作家。『ニューズウィーク』誌の科学編集者などを務め、超心理学や、ものごとの起源に関する著作で知られる。

## 経歴
パナティは、メリーランド州ボルチモアに生まれ、ニュージャージー州アトランティックシティで育った。1961年から1965年までビラノバ大学で学び、物理学を専攻してB.S. を得て卒業した後、1966年にはコロンビア大学から放射線医療物理学の修士号を取得し、コロンビア・プレスビテリアン病院で癌研究に従事した。パナティは、ゲイであることを公表している。

## 超心理学
1971年に、『ニューズウィーク』誌のスタッフとなったパナティは、超心理学に関心を寄せ、最初の著書『Supersenses: Our Potential For Parasensory Experience』を1974年に出版し、超感覚的知覚に関する超心理学研究について紹介した。この本は書評において、超能力現象に関する真っ当な調査だと評されたが、「懐疑派を納得させるようなものではなく...取り上げられている主題は合理性や実証的検証には耐えないものである」ともされた。その後、パナティは、イスラエルの超能力者ユリ・ゲラーと出会い、ゲラーは彼が超能力と主張していたスプーン曲げについて、 世界各国の科学者が調査した22本の論文をまとめて出版することを提案し、パナティに提案した。パナティの編集により、1976年に出版された『The Geller Papers』は、出版時に論争を巻き起こした。何人かの手品師たちは、ゲラーのいう超能力は、手品師の技術で容易に再現できるものであることを実演してみせた。科学ライターのマーティン・ガードナーは、パナティは、ゲラーのトリックにまんまと騙されたのであり、『The Geller Papers』は、「お恥ずかしいアンソロジー」だと書いた。1979年の『Death Encounters』で、パナティは臨床死の現象について調査し、この主題について、生きようとする意志をもって格闘しながら光明へと向かう報告を綴っている。『ピッツバーグ・ポスト＝ガゼット (Pittsburgh Post-Gazette)』紙のウェンディ・トンプソン・ワーナー (Wendy Thompson Warner) は、「超心理学に関する彼の見解は、その当否は別として、科学コミュニティにおいて広く定着している懐疑主義の槍玉に挙げられてきた」と述べている。
超心理学関係で知られるようになったパナティだったが、他方では、1981年に、きょうだいであるマイケルマイケル・ハドソンとともに『The Silent Intruder: Surviving the Radiation Age』という、放射線と人体組織の相互作用を検討する本も刊行した。

## 「はじまり」 本シリーズ
パナティは、どこにでもある普通の日常的な事物の起源に関する一連の著書を書いているが、その最初は、1984年の『The Browser’s Book of Beginnings』 だった。2冊目の『はじまりコレクション　（Extraordinary Origins of Everyday Things)』は1987年に出版され、「バスルームで読むのに絶好 (excellent bathroom reading)」と好評を呼んだ。続いて、『Panati’s Parade of Fads, Follies and Manias: The Origins of Our Most Cherished Obsessions』が1991年、『Sacred Origins of Profound Things: The Stories Behind the Rites and Rituals of the World’s Religions』が1996年、『Sexy Origins of Intimate Things』が1998年、『Words To Live By: Origins of Common Wisdom Expressions』が1999年に、それぞれ刊行された。
中でも『はじまりコレクション』は、「便利な参考資料 (handy reference)」と評され、日本語版も出版された。
パナティの『Sacred Origins of Profound Things』は好評を得て、「宗教的理念や聖なる文物、礼拝の仕方、聖なる象徴、休日などの起源を取り上げた、情報豊かで、楽しい本」と評されたが、他方では取り上げる対象に偏りがあることも指摘された。

## メディア
パナティは、『オプラ』、『Regis』、『レターマン』といったテレビ番組にゲスト出演したことがある。

## おもな著作
- Supersenses, Quadrangle/The New York Times, 1974
- The Geller Papers, Houghton Mifflin, 1976
- Links, Houghton Mifflin, 1978
- Death Encounters, Bantam, 1979
- Breakthroughs, Houghton Mifflin, 1980
  - 日本語版：（牧野賢治 訳 ）サイエントピア、日本ブリタニカ、1981年
- The Silent Intruder: Surviving the Radiation Age, Houghton Mifflin, 1981 - 共著
- The Pleasuring of Rory Malone, St. Martin’s Press, 1982
- The Browser’s Book of Beginnings, Houghton Mifflin, 1984
- Extraordinary Origins of Everyday Things, HarperCollins, 1987
  - 日本語版：（バベル・インターナショナル 訳）はじまりコレクション (1-3) 、フォー・ユー、1989年（後に1巻本として『物事のはじまりハ?』と改題し1998年に再刊）
- Extraordinary Endings of Practically Everything and Everybody, HarperCollins, 1989
- Panati’s Parade of Fads, Follies and Manias, HarperCollins, 1991
- Sacred Origins of Profound Things, Viking Penguin, 1996
- Sexy Origins and Intimate Things, Viking Penguin, 1998
- Words To Live By, Viking Penguin, 1999

## 関連文献
- Ray Hyman. (1976). Review of The Geller Papers, edited by Charles Panati. Zetetic 1: 73-80.